# Chuột gai châu Phi
Chuột gai châu Phi (danh pháp khoa học: Acomys percivali) là một loài động vật có vú trong họ Chuột, bộ Gặm nhấm. Loài này được Dollman mô tả năm 1911., chúng sống tại vùng núi ở miền trung Kenya, Somalia, Nam Sudan, và Uganda. Môi trường sống tự nhiên của nó là xavan khô, cây bụi khô nhiệt đới hoặc cận nhiệt đới và các khu vực nhiều đá. Nó là một trong hai loài động vật có vú đã biết, loài kia là Acomys kempi, có khả năng tái tạo hoàn toàn các mô bị tổn thương, bao gồm nang lông, da, tuyến mồ hôi, lông và sụn. Chuột gai châu Phi được xem là một trong những loài động vật sở hữu lớp da mỏng nhất thế giới và sở hữu khả năng tự tái tạo da để dễ dàng tự lột bỏ lớp da của mình khi gặp kẻ thù. Chuột gai châu Phi có thể trốn thoát trẻ thù ăn thịt như rắn, cú và đại bàng bằng cách tự lột phần lớn da của mình. Khi bị kẻ thù bắt, con chuột có thể lột bỏ 60% da của mình để tẩu thoát.

## Mô tả
Lần đầu tiên loài này được mô tả khoa học vào năm 1911 bởi G. Dollman.
Chiều dài thân (không tính đuôi) 82–111 mm, chiều dài đuôi 39–92 mm (đuôi chiếm 76% chiều dài thân), chiều dài tai 11–15 mm, chiều dài chân sau 9–15 mm; trọng lượng cơ thể là 18-48 g.

## Môi trường sống
Loài này sống chủ yếu ở các vùng đất thấp trong thung lũng Great Rift của châu Phi. Chúng được tìm thấy ở độ cao tới 1000 m so với mực nước biển, đặc biệt là ở các khu vực đá được bao phủ bởi dung nham. Nó là một loài động vật ăn côn trùng.

## Cơ chế tự lột bỏ da
Do lớp biểu bì mềm bên dưới lớp da của loài chuột này đã giúp cho nó dễ dàng lột bỏ lớp da cũ. da của chuột gai châu Phi cho thấy nó yếu hơn khoảng 20 lần và dễ xé rách hơn 77 lần so với da của chuột bạch thí nghiệm. Đặc điểm da dễ vị xé rách của loài chuột gai châu Phi có thể giúp chúng thoát khỏi kẻ thù, như rắn, chim cú và đại bàng. Khi bị tấn công, chúng sẵn sàng bỏ lại một phần da để thoát thân
Bên cạnh đó, chuột gai châu Phi còn sở hữu khả năng tự làm lành, tái tạo da, nang lông, tuyến mồ hôi và sụn trong vòng vài ngày mà không để lại sẹo. Nếu bị thương thì đến hôm sau, vết thương đó có thể được thu nhỏ tới 64%, do đó, việc bị rách da dù lớn đến đâu cũng ảnh hưởng đến loài chuột gai. Điều đặc biệt, sau đó, chuột có thể phục hồi lại được phần da bị mất một cách nhanh chóng, trong vòng 3 ngày, mà không để lại sẹo. Sau khoảng 30 ngày thì phần long và màu da được phục hồi hoàn toàn.
Một thí nghiệm, người ta đã thử nghiệm lột khoảng 60% da trên lưng của nhưng con chuột, nhưng sau đó phần da bị mất mọc lại rất nhanh và lông cũng mọc lại ở phần ra mới tái tạo vết thương dài 4mm có thể lành trong 3 ngày, trong khi, loài chuột bạch thí nghiệm phải mất từ 5 đến 7 ngày để lành một vết thương tương tự điều này cho thấy Chúng không tái tạo lại toàn bộ phần da bị mất. Chúng sử dụng khả năng co giãn của da để che vị trí bị thương nên chúng thực sự không phải tái tạo ra nhiều. Ở phần trung tâm của vết thương, vẫn còn khoảng 5% da chưa tái tạo.